# Jacob Tullin Thams
Jacob Tullin "Tulla" Thams (Oslo, 7 de abril de 1898 — Oslo, 27 de julho de 1954) foi um esquiador e velejador norueguês, campeão olímpico. Nos Jogos Olímpicos de Inverno de 1924, consagrou-se com a medalha de ouro na prova de salto de esqui individual. Doze anos depois, competiu nos Jogos Olímpicos de Verão de 1936 na classe 8 Metre e conquistou a medalha de prata na disputa realizada a bordo do Silja com Olaf Ditlev-Simonsen, John Ditlev-Simonsen, Hans Struksnæs, Lauritz Schmidt e Nordahl Wallem.
Thams também venceu a grande colina individual no Campeonato Mundial de Esqui Nórdico da FIS de 1926 em Lahti, ganhou a medalha Holmenkollen em 1926 e desenvolveu a técnica Kongsberger no salto de esqui, que seria o padrão até ser substituído pela técnica Daescher na década de 1950. Ele é um dos poucos atletas que competiu nos Jogos Olímpicos de Verão e de Inverno.